# Герефордська карта

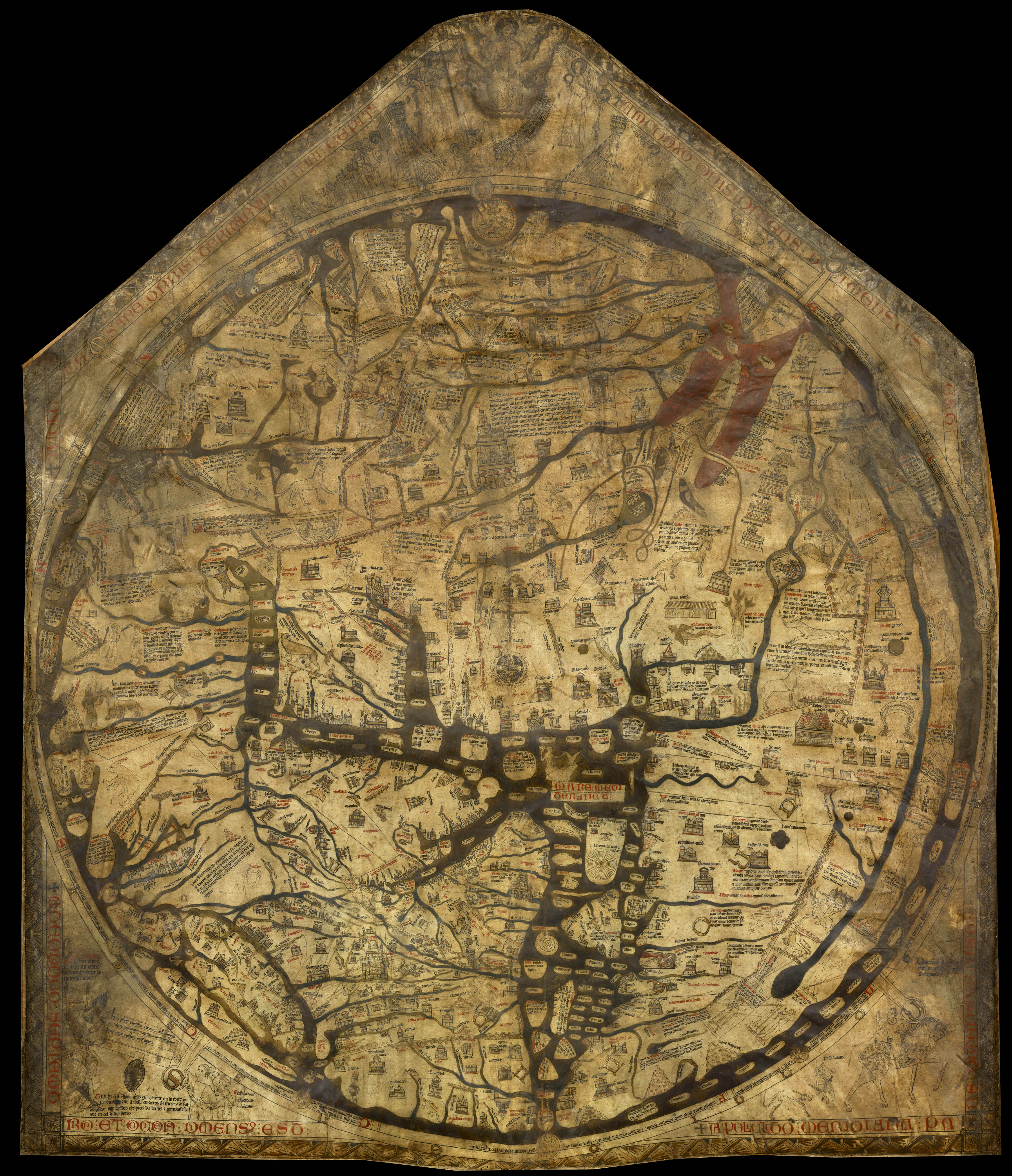
Херефордська карта

Герефордська карта світу — найбільша за розмірами (158 на 133 см) карта європейського Середньовіччя (Mappa Mundi), що збереглася. Зберігається в Англії, в Герефордському соборі. Належить до класичного типу orbis terrae. Автором карти в поясненні на берегах названий якийсь Річард де Белло.
На Герефордській карті зафіксовані слов'яни (Sclavi) і Русь («Hec et Rusia» — «тут є Русія»). На карті нанесені річки Дон та Дніпро, Азовське море, а також нанесені Фарерські острови. Вони сусідять з біблійними і класичними сюжетами — лабіринтом Мінотавра, Едемським садом, Ноєвим ковчегом. У центрі світу з середньовічної традиції зображений Єрусалим.
Карта датується межею XIII і XIV століть. Хоча на той час в Європі мали ходіння описи подорожей Рубрука та інших посланців до двору монгольського хана, упорядник карти, очевидно, за віковою традицією керувався Біблією і працями отців церкви.
У 2007 р. ЮНЕСКО включило Герефордську карту до реєстру «Пам'ять світу».

## Деякі пункти на карті

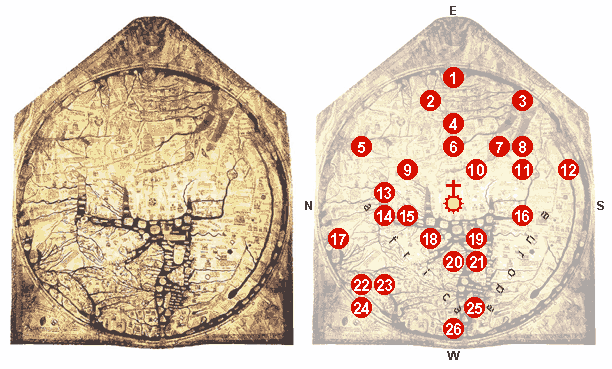

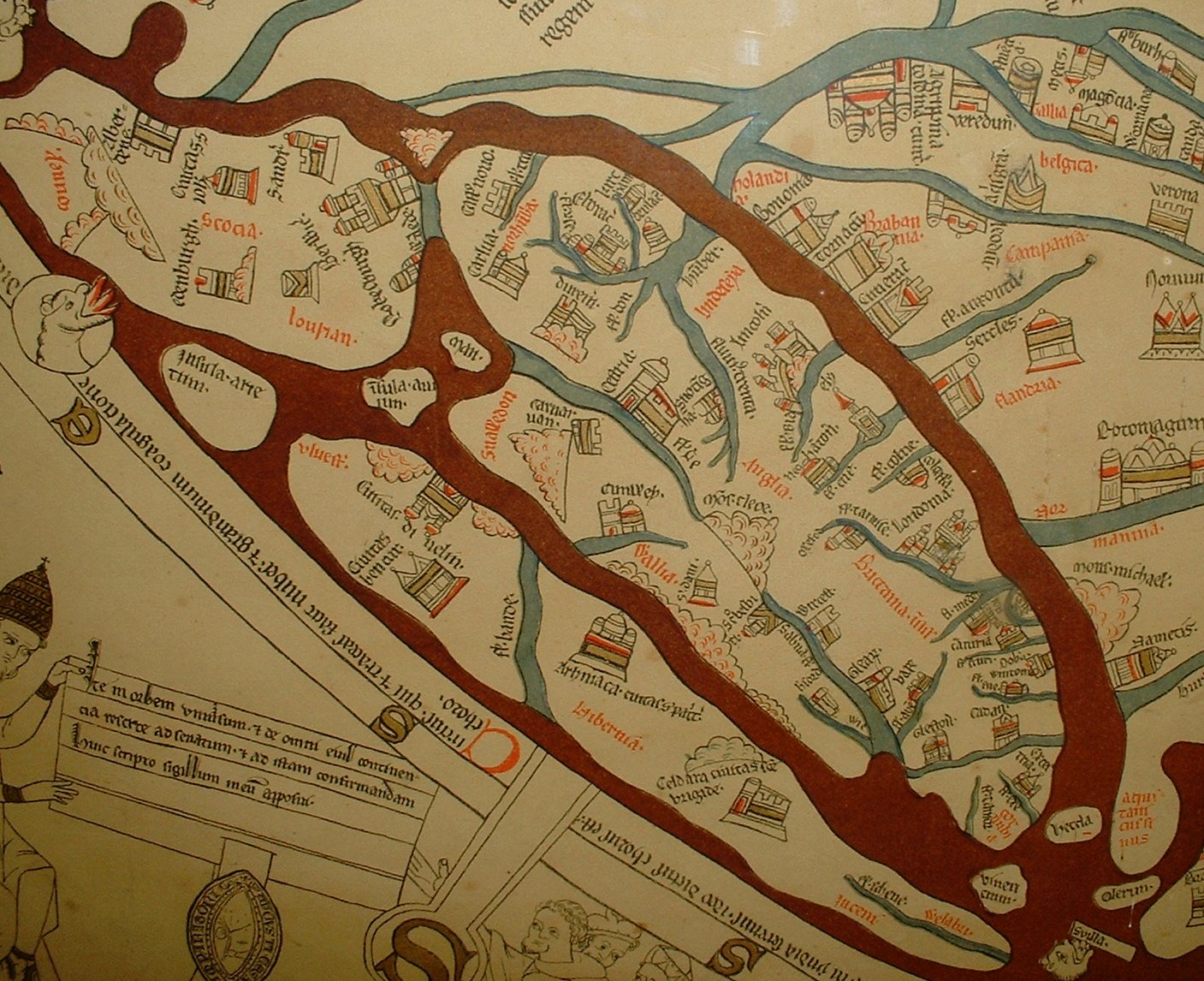
Деталі Британських островів

0 — В центрі карти — Єрусалим, вище розпя'ття

1 — Рай, оточений стіною і кільцем вогню.

2 — Ганг і його дельта.

3 — Казкові острови Тафана, зараз інтерпретуються як Шрі Ланка або Суматра.

4 — Річки Інд і Тигр.

5 — Каспійське море, і землі Гога і Магога. 

6 — Вавилон і Євфрат. 

7 — Перська затока. 

8 — Червоне море (зафарбовано червоним). 

9 — Ноїв ковчег. 

10 — Мертве море, Содом і Гоморра, з річкою Йордан, витікає з Галілейського моря; вище — дружина Лота. 

11 — Єгипет з річкою Ніл. 

12 — Річка Ніл (?), або можливий натяк на екваторіальний океан; далеко за межами — землі мутантів, можливо, антиподів. 

13 — Азовське море з річками Дон і Дніпро; вище — Золоте руно. 

14 — Константинополь; лівіше — дельта Дунаю. 

15 — Егейське море. 

16 — Збільшена дельта Нілу з Александрійським маяком (Александрія). 

17 — Легендарна норвезька Ганза, зі своїми лижами і лижними палицями. 

18 — Греція з горою Олімп, Афіни та Коринф 

19 — Крит з лабіринтом Мінотавра. 

20 — Адріатичне море; Італія зРимом.

21 — Сицилія та Карфаген, навпроти Риму, правіше від нього. 

22 — Шотландія. 

23 — Англія. 

24 — Ірландія. 

25 — Балеарські острови. 

26 — Гібралтарська протока (Геркулесові стовпи).